# Mais im Bundeshuus
Mais im Bundeshuus (franz. Le génie hélvétique) ist ein Schweizer Dokumentarfilm aus dem Jahr 2003.

## Inhalt
Der Film wirft einen Blick hinter die Kulissen des Parlamentsbetriebs im Berner Bundeshaus (im Dialekt: Bundeshuus) und begleitet fünf Nationalrätinnen und Nationalräte aus verschiedenen Parteien während der Debatte um ein neues Gesetz zur Gentechnik. Es handelt sich um die Biobäuerin Maya Graf (Grüne/BL), den Landwirt Josef Kunz (SVP/LU), den Unternehmensberater und ehemaligen Novartis-Mitarbeiter Johannes Randegger (FDP/BS), Liliane Chappuis (SP/FR), sowie den Elektrotechnikprofessor Jacques Neirynck (CVP/VD), die allesamt in der Legislaturperiode 1999–2003 der Wissenschaftskommission angehörten. Während sich die einen für ein striktes Verbot starkmachen, so wollen die anderen die Gentech-Forschung auf keinen Fall beeinträchtigen.
Diskutieren, lobbyieren, überreden, streiten … der Weg zum fertigen Gesetz ist langwierig, wird jedoch dem Laien als spannender Thriller geschildert. Bei der Plenumsabstimmung des Nationalrats im Herbst 2002 wird schliesslich ein fünfjähriges Moratorium, welches von den Gentechkritikern in der Kommission eingebracht wurde, knapp abgelehnt. 2005 obsiegte das Moratorium jedoch in einer eidgenössischen Volksabstimmung.
Der deutschsprachige Titel Mais im Bundeshuus spielt mit der doppelten Bedeutung von Mais als Pflanze (Mais) – welche gentechnisch verändert wird – und der Bedeutung Streit im Schweizer Dialekt. Auch der französischsprachige Titel génie hélvétique ist ein Wortspiel; er nimmt Bezug auf génie génétique (Gentechnik) und bedeutet so viel wie Schweizer Technik.

## Auszeichnung
Mais im Bundeshuus wurde 2004 in Solothurn mit dem Schweizer Filmpreis in der Kategorie Bester Dokumentarfilm ausgezeichnet.